# Buck Island (Saint Croix)
Buck Island ist eine Insel im Archipel der Kleinen Antillen im karibischen Meer.
Politisch gehört die Insel zu den Amerikanischen Jungferninseln, einem US-amerikanischen Außengebiet.
Die unbewohnte Insel hat eine Landfläche von 0,7 Quadratkilometern und liegt etwa 2,6 Kilometer vor der Nordostküste von Saint Croix.
Seit 1961 ist das die Insel umschließende Korallenriff, das unter der Bezeichnung „Buck Island Reef“ bekannt ist, eines der National Monuments in den Vereinigten Staaten.